# Valère Staraselski
Œuvres principales
- Nuit d'hiver
- L'adieu aux rois
- Un homme inutile
- Voyage à Assise
- Le maître du jardin
- Une histoire française
- Sur les toits d'Innsbruck
- Aragon, La liaison délibérée
- Dans la folie d'une colère très juste
- Le parlement des cigognes, Prix de la Licra 2018
- Les passagers de la cathédrale

Valère Staraselski est un écrivain et essayiste français, né le 18 janvier 1957 à Créteil, en Île-de-France.

## Biographie
Valère Staraselski commence à travailler très jeune et enchaîne différents emplois parmi lesquels agent hospitalier, attaché parlementaire, chef de cabinet en mairie, documentaliste, tout en obtenant une licence d’histoire et un doctorat de lettres en 1996 sous la direction de Jean Levaillant, à l'Université de Paris VIII. Il a été rédacteur en chef du journal du comité d’entreprise des industries électriques et gazières, (Edf-Gdf), directeur de la culture de ce même organisme, puis directeur, au groupe L'Humanité, de la revue "Travailler au futur".

## Œuvres
Un premier roman, Dans la folie d’une colère très juste, publié en 1990, puis un recueil de nouvelles, Le Hammam, en 1993, inaugurent un art du portrait et de la concision, Magazine littéraire. Valère Staraselski publie par la suite une biographie de Louis Aragon, Aragon, la liaison délibérée en 1995, rééditée dans une version revue et corrigée en 2005, puis deux essais Aragon, l’inclassable et Aragon, l’invention contre l’utopie, en 1997.
Valère Staraselski publie ensuite Un homme inutile, Monsieur le député, Une histoire française et La Revanche de Michel-Ange (nouvelles)…
Dès son premier roman, Simone Gallimard apparente son écriture à celle de Jean-Paul Sartre et de Louis Aragon, tandis  que dans Le Magazine littéraire de mai 1991,  Philippe Lacoche évoque Roger Vailland. En 2008, il publie Nuit d’hiver. Valère Staraselski publie plusieurs romans dans lesquels l’histoire, la politique, la réalité sociale, intellectuelle et artistique tiennent une grande place : Un homme inutile, Monsieur le député, Une histoire française, Le Maître du jardin, dans les pas de La Fontaine, L’Adieu aux Rois. L'auteur a fait un travail remarquable pour permettre au lecteur de se cultiver. Avec ce cycle dit des romans de France, mais plus largement, son œuvre s’inscrit dans une conception du roman, de la fiction, comme moyen de connaissance.[Interprétation personnelle ?]
Le Parlement des cigognes a obtenu le prix de la Licra 2018. Les Passagers de la cathédrale qui paraît en 2025 est salué par le critique littéraire Jean-Claude Lebrun dans son blog Territoires romanesques :" Avec Les Passagers de la cathédrale, Valère Staraselski redonne une talentueuse impulsion au roman d'idées. Il y a quelque chose de stimulant dans la profonde culture qui s'affiche ici et la liberté de pensée qui en découle. Ce qu'on attend sans doute encore de la littérature."
Si ses écrits tournent le dos à tout corporatisme social, il n'y a cependant pas de réalité oubliée dans sa démarche littéraire. Et notamment dans ses romans historiques qui visent à dépasser les tombereaux de préjugés de part et d'autre.[Interprétation personnelle ?]
Émergent d'une vitalité propre aux laissés-pour-compte, ses ouvrages participent d'une inextinguible volonté de connaissance, de découverte, de compréhension. Son appartenance sociale aux classes d'en bas doublée d'une volonté d'indépendance, comme l'écrit Alfreid Eibel « permet de construire une œuvre qui ne doit rien à personne ». Quel qu'en soit le sujet, ses textes sont rédigés en un style distancié, relevant d'une "écriture carapace" à la Georges Perec.[réf. nécessaire]
Valère Staraselski signe plusieurs essais, des documentaires, dont La Fête de l'Humanité, 80 ans de solidarité, qui raconte, avec témoignages écrits et photographies,  l’histoire de la Fête de l'Humanité, mais aussi Un siècle d'Humanité, 1904-2004, avec Roland Leroy, puis Un Siècle de Vie ouvrière, avec Denis Cohen et enfin co-dirige avec Guillaume Roubaud-Quashie Cent ans de Parti communiste français. 
Régulièrement, il publie des chroniques, des articles sur les enjeux politiques, théoriques et sociaux, notamment dans le domaine de la culture. Un choix de ses chroniques est réuni dans Il faut savoir désobéir (2000), Garder son âme (2003), Face aux nouveaux maîtres (2012) et Loin, très loin de Jean-Luc Mélenchon, du pape François à Domenico Losurdo, penseur du communisme (2024).

## Collaborations
En 1998, Valère Staraselski écrit et cosigne avec Didier Daeninckx Au nom de la loi, essai sur la loi Gayssot.
En 2002, il accepte la proposition de Témoignage Chrétien et part à Assise, en Italie, suivre « L’Assemblée de prière pour la paix » convoquée par Jean-Paul II quelques mois après les attentats du 11 septembre 2001.  Il publie Un siècle d’Humanité, écrit avec Roland Leroy, en 2004 et Un siècle de Vie ouvrière, rédigé avec Denis Cohen en 2010. En 2020, il initie et codirige avec Guillaume Roubaud-Quashie Cent ans de Parti communiste français.
Valère Staraselski est membre du conseil scientifique de la Fondation Gabriel-Péri, du comité d’honneur de la Société des amis d’Elsa Triolet et Aragon. 

## Publications

### Romans
- Dans la folie d’une colère très juste, éditions Messidor, 1990  (ISBN 2-209-06380-9) réédité éditions L'Harmattan, coll. « Écritures », 1996   (ISBN 2-7384-4209-9).
- Un homme inutile, éditions Paroles d'aube, coll. « Noces », 1998   (ISBN 2-84384-021-X) réédité éditions de La Passe du vent, 2003  (ISBN 2-84562-041-1) puis éditions du cherche midi, 2011,  (ISBN 978-2-7491-2089-8).
- Monsieur le député, éditions du cherche midi, 2002,  (ISBN 2-7491-0003-8).
- Une histoire française : Paris, janvier 1789, aux éditions du cherche midi, 2006,  (ISBN 978-2-7491-0811-7), réédité en format de poche  éditions De Borée, coll. « Terre de poche », 2015  (ISBN 978-2-8129-1480-5).
- Nuit d’hiver, éditions du cherche midi, 2008  (ISBN 978-2-7491-1294-7) réédité en format de poche éditions De Borée, coll. « Terre de poche », 2011  (ISBN 978-2-8129-0469-1).
- Le Maître du jardin, dans les pas de La Fontaine, éditions du cherche midi, 2011  (ISBN 978-2-7491-1938-0).
- L'Adieu aux rois : Paris, janvier 1794, éditions du cherche midi, 2013  (ISBN 978-2-7491-3291-4).
- Sur les toits d'Innsbruck, éditions du cherche midi, 2015  (ISBN 978-2-7491-4245-6).
- Le Parlement des cigognes, éditions du cherche midi, 2017  (ISBN 978-2-7491-5575-3)  Prix littéraire de la Licra 2018.
- Les Passagers de la cathédrale, éditions du cherche midi, 2025  (ISBN 978-2-749-180953).

### Nouvelles
- Le Hammam, éditions Scanéditions, coll. « Lettres françaises », 1993  (ISBN 2-209-06802-9).
- La Revanche de Michel-Ange, éditions de La Passe du vent, 1999  (ISBN 2-84562-003-9).
- Vivre intensément repose : nouvelles du siècle dernier, éditions de La Passe du vent, 2007  (ISBN 978-2-84562-121-3).
- La Revanche de Michel-Ange suivi de Vivre intensément repose, éditions de La Passe du vent, 2019  (ISBN 978-2-84562-259-3).

### Jeunesse
- La Jeune Fille au ruban, illustration Anne Buguet, éditions Seuil jeunesse, 2015  (ISBN 979-10-235-0556-6).

### Essais et chroniques
- Aragon, la liaison délibérée : faits et textes, Paris/Budapest/Torino, éditions L’Harmattan, 1995, 348 p. (ISBN 2-7475-8634-0).
- Aragon, l’inclassable : essai littéraire : lire Aragon à partir de La mise à mort et de Théâtre-roman, Paris/Montréal, éditions L’Harmattan, coll. « Espaces littéraires », 1997, 367 p. (ISBN 2-7384-5195-0).
- Aragon, l’invention contre l’utopie : conférence de Manchester ; suivie d'entretiens, Paris/Montataire, éditions Bérénice, 1997, 93 p. (ISBN 2-911232-06-2).
- Valère Staraselski et Didier Daeninckx, Au nom de la loi, Grigny/Paris, éditions Paroles d'aube, coll. « Cétacé », 1998, 63 p. (ISBN 2-84384-014-7).
- Il faut savoir désobéir : articles, entretiens et interventions 1990-1999, Paris/Montréal (Québec), éditions L’Harmattan, 2000, 205 p. (ISBN 2-7384-8907-9).
- Garder son âme : chroniques, Paris, éditions Bérénice, coll. « Tatou », 2003, 186 p. (ISBN 2-911232-48-8).
- Valère Staraselski et Roland Leroy, Un siècle d’Humanité : 1904-2004, éditions du Cherche-Midi, 2004 (ISBN 978-2-7491-0223-8).
- Voyage à Assise, Paris, éditions Bérénice, coll. « Alix », 2005 - 2025, 29 p. (ISBN 2-911232-59-3).
- Valère Staraselski et Denis Cohen, Un siècle de Vie ouvrière : 1909-2009, Paris, éditions du Cherche-Midi, 2009, 175 p. (ISBN 978-2-7491-1003-5).
- La Fête de l'Humanité : 80 ans de solidarité, Paris, éditions du Cherche-Midi, 2010, 192 p. (ISBN 978-2-7491-1768-3).
- Face aux nouveaux maîtres, Paris, éditions L’Harmattan, 2012, 237 p. (ISBN 978-2-296-99291-7).
- La Fête de l'Humanité : comme un air de liberté, Paris, éditions du Cherche-Midi, 2015, 216 p. (ISBN 978-2-7491-4851-9)
- Valère Staraselski et Guillaume Roubaud-Quashie, Cent ans de Parti communiste français, éditions du Cherche-Midi, 2020.
- Loin, très loin de Jean-Luc Mélenchon, du pape François à Domenico Losurdo, penseur du communisme, Paris, éditions l'Harmattan, 2024, 156 p.